# 2310 Ольшанія
2310 Ольшанія (2310 Olshaniya) — астероїд головного поясу, відкритий 26 вересня 1974 року.
Тіссеранів параметр щодо Юпітера — 3,188.